# E. C. Pielou

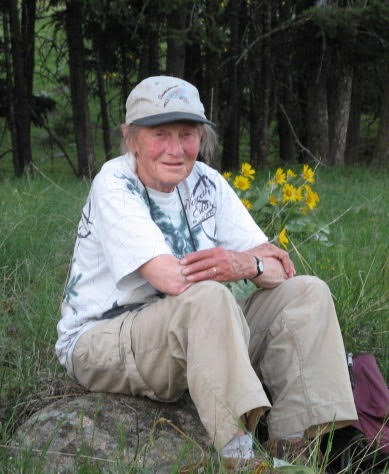
E. C. Pielou, 2016

Evelyn Crystal Pielou (* 20. Februar 1924; † 16. Juli 2016) war eine kanadische Ökologin und Professorin für Mathematische Ökologie an der University of Lethbridge (Alberta, Kanada).

## Leben und Wirken
Evelyn Crystal Pielou arbeitete als Wissenschaftlerin zunächst für das Canadian Department of Forestry (1963–64) und das Canadian Department of Agriculture (1964–67). Später wurde sie Professorin für Biologie an der Queen’s University, Kingston, Ontario (1968–1971) und an der Dalhousie University in Halifax, Nova Scotia (1974–1981) und schließlich als Oil Sands Environmental Research Professor an der University of Lethbridge, Alberta (1981–1986). 1996 wurde sie zum Mitglied der American Academy of Arts and Sciences gewählt.
Evelyn Pielou leistete einen wichtigen Beitrag in der statistisch belegten Ökologie und der Modellbildung (Modellierung) natürlicher Systeme. Sie erarbeitete die mathematische Grundlage zum Pielou-Gleichheitsindexes, heute einem der wichtigsten Untersuchungsgegenstände von Landschaftsökologie und Naturschutzbiologie. Er beschreibt die Gleich- bzw. Ungleichverteilung von faunistischen Arten in einem Areal. Evelyn Pielou lebte zuletzt in Comox in British Columbia, Kanada.

## Publikationen (Auswahl)
- Mathematical Ecology, John Wiley & Sons Inc, 1977, ISBN 978-0-471-01993-0
- Fresh Water. University Of Chicago Press, 2000, ISBN 978-0-226-66816-1
- The Energy of Nature. Univ. of Chicago Press, 2007, ISBN 0-226-66808-8